# Dasyvalgus testaceus
Dasyvalgus testaceus är en skalbaggsart som beskrevs av Ernst Gustav Kraatz 1896. Dasyvalgus testaceus ingår i släktet Dasyvalgus och familjen Cetoniidae. Inga underarter finns listade i Catalogue of Life.